# Cheap & Nasty
Cheap & Nasty var en finsk-brittisk rockgrupp som var aktiv mellan 1990 och 1994. Det var en så kallad supergrupp med medlemmar från bland annat Hanoi Rocks och UK Subs. Bandet gav ut två skivor.

## Historia

### Bandet grundas och splittras nästan samma år
Cheap & Nasty grundades 1990 i Los Angeles av gitarristerna Nasty Suicide (Jan Stenfors) (Hanoi Rocks) och Timo Kaltio (Cherry Bombz), efter att Nasty Suicide hade medverkat på Michael Monroes soloskiva Not Fakin’ It och Kaltios band Cherry Bombz hade gått i graven. Kaltio och Suicide letade musiker för bandet bland lokala LA-artister, men fastnade för britterna, trummisen Les Riggs och basisten Mike Finn (Unforgiven, The Hickmen). Finns western-inspirerade grupp Unforgiven hade just splittrats. Kaltio hade mest sysslat med diverse inhopp i olika mindre band sedan Cherry Bombz splittrades, och Suicide hade haft olika mer eller mindre mysslyckade band som The Wyrd Things, och Soho Vultures, och spelat för Michael Monroe efter att hans samarbete med forna kollegan Andy McCoy, Suicide Twins floppade kommersiellt i mitten av 80-talet. 
Bandet spelade några konserter i Los Angeles-trakten och hann få en hel del positiv press, tills myndigheterna upptäckte att Suicide inte hade något arbetstillstånd i USA, vilket han inte ens hade tänkt på att han behövde. Suicide var tvungen att sätta sig på flyget till Finland och trodde att Cheap & Nastys saga var all.

### Nittiotalet: framgång i London och Japan
Strax efter att Nasty Suicide hade utvisats från USA, bestämde sig Timo Kaltio och Les Riggs att återuppta det fruktsamma samarbetet och mötte Suicide i London, där bandet stationerade sig. Mike Finn var förhindrad från att ta sig till Storbritannien, och ersattes av Alvin Gibbs. Gibbs var bekant för Kaltio och Suicide från mitten av 80-talet, då hans band, punklegenderna UK Subs turnerade med Hanoi Rocks (Kaltio var då roadie). Han var också påtänkt som ersättare för Hanoi Rocks-basisten Sam Yaffa, då denne hoppade av bandet år 1985. Efter det hade han turnerat som gitarrist för Iggy Pop tillsammans med Andy McCoy år 1988. 
År 1991 släpptes första skivan Beautiful Disaster (producerad av Chris Kimsey) på det brittiska bolaget China Records. Skivan blev positivt mottagen och Cheap & Nasty etablerade sig som ett uppskattat band, både i Storbritannien och utomlands. På skivan följde turnéer i Europa och Asien. På turnéerna medverkade också keyboardisten Mel Wesson. 1994 släppte bandet sin andra skiva Cool Talk Injection, som följdes av en uppmärksammad turné i Japan. 

### Splittring år 1994
Cheap & Nasty som grupp byggde i mångt och mycket på Nasty Suicides forna meriter i Hanoi Rocks, och han tog också på sig rollen som sångare, förstegitarrist och huvudsaklig låtskrivare, tre roller han inte haft i sitt tidigare moderband. Trots att Cheap & Nasty nådde en moderat kommersiell framgång, kritiserades det också för att inte ha en tillräckligt stark frontfigur, och för att låtmaterialet var tunt. 
År 1994 lämnade Suicide både sin dåvarande fru, Simone Stenfors, och bandet. Michael Monroe turnerade med gruppen Demolition 23 och behövde en gitarrist eftersom den egentliga dito, Jay Hening inte fick utresetillstånd från USA. Under en presskonferens överraskade han medlemmarna av båda grupperna genom att berätta att han lämnade Cheap & Nasty för att bli ordinarie medlem i Demolition 23, vilket betydde slutet för hans tidigare grupp.

### Efter Cheap & Nasty
Demolition 23 blev inte långlivat efter Suicides inhopp och splittrades redan 1995. Nasty Suicide bestämde sig för att lämna det vilda rocklivet bakom sig och återtog sitt födelsenamn Jan Stenfors. Han återupptog sina studier vid gymnasiet i Finland och lämnade efter en kort solokarriär helt musiklivet. I dag arbetar han som farmaceut. 
Les Riggs fortsatte med en mediokert framgångsrik musikerkarriär med bland annat Ronny Rockas band Godfathers. 
Mike Finn återförenades med Unforgiven, som senare utvecklades till The Hickmen.
Alvin Gibbs återupptog tidvis samarbetet med punk-supergruppen Urban Dogs, men är i dag mest känd som författaren till böckerna Neighbourhood Threat, om turnélivet med Iggy Pop och Destroy - The Definitive History of Punk. 
Timo Kaltio är bosatt med sin familj i London. Efter Cheap & Nasty har han arbetat med bland annat Dave Tregunna i banden Void och Transystem V

## Medlemmar
1990
- Nasty Suicide – sång, gitarr
- Timo Kaltio – gitarr
- Mike Finn – basgitarr
- Les Riggs – trummor

1991–1994
- Nasty Suicide – sång, gitarr
- Timo Kaltio – gitarr
- Alvin Gibbs – basgitarr
- Les Riggs – trummor
- Mel Wesson – keyboard

## Diskografi
Album
- Beatiful Disaster (1991)
- Cool Talk Injection (1994)